# Félszipókás pillefélék
A félszipókás pillefélék (Eriocraniidae) a valódi lepkék alrendjébe tartozó Dacnonypha alrendág Eriocranioidea öregcsalád két családjának egyike. Ősmolyoknak is nevezik őket, mivel első és hátsó szárnyuk erezete egyforma, és ezt ősi bélyegnek tekintik (Mészáros, 2005). Ez a név egyúttal arra utal, hogy a lepkék hagyományos rendszerezésében a molylepkék (Microlepidoptera) közé tartoznak.

## Elterjedésük
Európában, Indiában és Észak-Amerikában élnek. Magyarországon három fajuk ismert.

## Magyarországi fajaik
Hazánkban két nemük három faja él (Pastorális, 2011):
- tölgyaknázó ősmoly (Eriocrania subpurpurella vagy Dyseriocrania subpurpurella Haworth, 1828) – hazánkban közönséges (Buschmann, 2003; Mészáros, 2005; Pastorális, 2011);
- nyíraknázó ősmoly (Eriocrania sparrmannella Bosc, 1791) – hazánkban közönséges (Pastorális, 2011);
- nyírlakó ősmoly (Eriocrania semipurpurella Stephens, 1835) – Magyarországon szórványos (Pastorális, 2011);

## Jellemzésük
Rágójuk még megvan, de már működésképtelen. Első pár szárnyuk megnyúlt, a vége kihegyesedik. Hernyóik foltaknákat rágnak a levelekbe (Mészáros, 2005).

## Névváltozatok
- ősmolyfélék[1]